# Masfjorden
Masfjorden é uma comuna da Noruega, com 558 km² de área e 1 693 habitantes (censo de 2005).         